# Kościół św. Wawrzyńca w Chorzowie
Kościół św. Wawrzyńca w Chorzowie – drewniany kościół z XVI wieku wzniesiony w Knurowie, przeniesiony do Chorzowa na Wzgórze Wyzwolenia w latach 1935–1938.

## Historia
Kościół został zbudowany w 1599 w Knurowie. Służył parafianom dopóki nie stał się zbyt ciasny. Postanowiono więc wybudować nową świątynię i kościół zamknięto w 1926 roku. Niszczejący od 10 lat kościół, z inicjatywy wojewódzkiego konserwatora zabytków, dra Tadeusza Dobrowolskiego, zdemontowano i przeniesiono do Chorzowa. W 1936 r. kościółek zaczęto montować na tamtejszej Górze Wyzwolenia (Góra Redena). Inwestorem był zarząd miasta Chorzowa. Działkę, o powierzchni 2825 m², przekazały Polskie Kopalnie Skarbowe. Koszt przeniesienia, bez urządzenia wnętrza wyniósł 40 000 ówczesnych złotych. Pracami budowlanymi z ramienia chorzowskiego magistratu kierował inż. architekt Witold Czeczott Danielewicz. Aktu poświęcenia przeniesionej świątyni dokonał biskup Stanisław Adamski 16 października 1938 r. Kościół był kościołem filialnym parafii św. Antoniego. Od 1968 r. jest kościołem parafialnym.

## Architektura

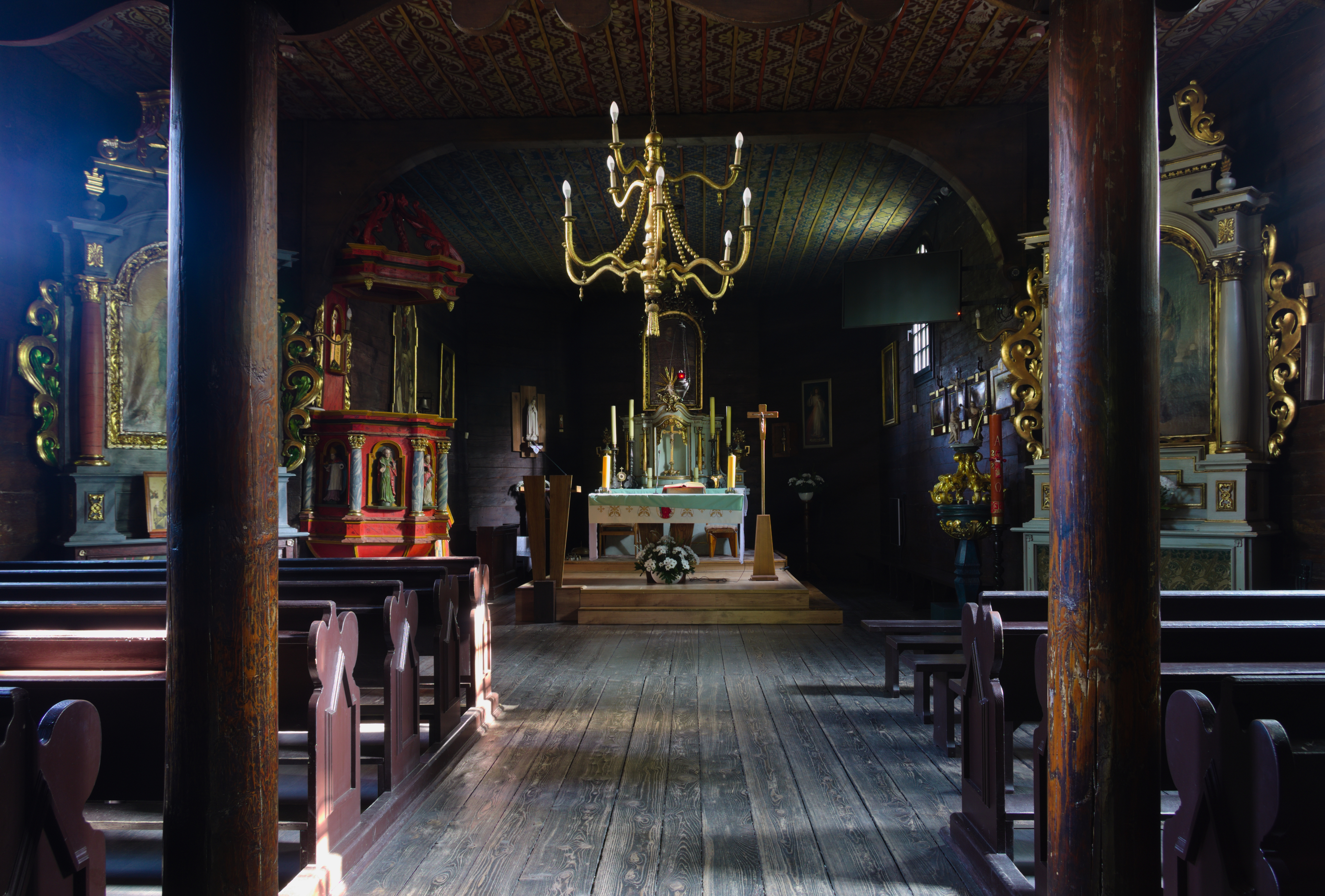
Wnętrze (2020)

Świątynia zbudowana jest z drewna modrzewiowego, w konstrukcji zrębowej, z wieżą konstrukcji słupowej (w przyziemiu konstrukcji zrębowej). Prezbiterium zamknięte trójbocznie, przy nim zakrystia od pn.-zach. nawa na planie zbliżonym do kwadratu, z kruchtą od pd.-wsch. Wieża czołowa o ścianach pochylonych, pokrytych gontem i w górnych partiach szalowana. Hełm wieży ostrosłupowy, zwieńczony iglicą zakończoną krzyżem dwuramiennym. Dach kościoła gontowy, nad nawą wieżyczka na sygnaturkę, sześcioboczna z hełmem cebulastym.
Wokół świątyni gontowe przydaszki. Ściany kościoła powyżej przydaszków kryte gontem.
Polichromia stropu wykonana przez artystę plastyka Stefana Kątskiego, wzorowana na dawnej polichromii patronowej, typowej dla kościołów drewnianych. Wyposażenie kościoła głównie barokowe. Ołtarz główny, z marmurową mensą, na której stoi nastawa wykonana z drewna, polichromowana i złocona. W centrum retabulum (nastawy) obraz św. Wawrzyńca (XVII w.). Ołtarz boczny lewy z obrazem Matki Boskiej Różańcowej (XIX w.), ołtarz boczny prawy z obrazem św. Barbary (XIX w.) – w antepedium tego ołtarza umieszczony jest obraz ze sceną męczeństwa św. Wawrzyńca. Obrazy: Matki Boskiej Różańcowej i Św. Barbary pochodzą z drugiej połowy XIX wieku i są dziełem wrocławskiego malarza Bladego. Ponadto we wnętrzu pięć obrazów olejnych: Madonna z Dzieciątkiem (XVII w.), Św. Agnieszka (XVII w.) oraz XVIII-wieczne Wręczenie różańca św. Dominikowi, Św. Marcin oraz Pietà. Obrazy przekazała Kuria katowicka ze swoich zbiorów. W przedsionku kościoła – kamienna kropielnica prawdopodobnie z XV w. Wokół świątyni kamienny parkan.
Kościół leży na Szlaku Architektury Drewnianej województwa śląskiego.